# Theodoxus
Theodoxus é um género de gastrópode  da família Neritidae.
Este género contém as seguintes espécies:
- Theodoxus altenai Schütt, 1965
- Theodoxus baeticus (Lamarck, 1822)
- Theodoxus danubialis (Pfeiffer, 1828)
- Theodoxus elongatulus (Morelet, 1845)
- Theodoxus euxinus (Clessin, 1886)
- Theodoxus fluviatilis (Linnaeus, 1758)
- Theodoxus heldreichi (Martens, 1879)
- Theodoxus hispalensis (Martens, 1879)
- Theodoxus meridionalis (Philippi, 1836)
- Theodoxus pallasi Lindholm, 1924
- Theodoxus prevostianus (Pfeiffer, 1828)
- Theodoxus saulcyi (Bourguignat, 1852)
- Theodoxus subthermalis (Bourguignat in Issel, 1865)
- Theodoxus transversalis (Pfeiffer, 1828)
- Theodoxus valentinus(Graells, 1846)

subgênero Neritaea Roth, 1855
- Theodoxus anatolicus (Récluz, 1841)
- Theodoxus niloticus (Reeve, 1856)
- Theodoxus subterrelictus Schütt, 1963
- Theodoxus varius (Menke, 1828)

subgênero ?
- Theodoxus astrachanicus Starobogatov, 1994
- Theodoxus coronatus (Leach, 1815)
- Theodoxus danasteri (Lindholm, 1908)
- Theodoxus euphraticus (Mousson, 1874)
- Theodoxus karasuna
- Theodoxus macri (Sowerby, 1849
- Theodoxus maresi (Bourguignat, 1864)
- Theodoxus marteli (Pallary, 1920)
- Theodoxus milachevitchi Golikov & Starobogatov, 1966
- Theodoxus mutinensis
- Theodoxus numidicus (Récluz, 1841)
- Theodoxus olivaceus
- Theodoxus pilidei (Tournouêr, 1879)
- Theodoxus sarmaticus (Lindholm, 1901)
- Theodoxus schultzii (Grimm, 1877)
- † Theodoxus serratiliniformis Geyer, 1914
- Theodoxus velascoi (Graëlls, 1846)